# Youra Guller
Youra (Georgette) Guller (n. 14 mai 1895, Marsilia, Franța – d. 31 decembrie 1980, München, RFG) a fost o pianistă franceză.

## Biografie
Youra Guller s-a născut din părinți ruși și români. A început studiul pianului la vârsta de 5 ani. După ce a susținut recitaluri a intrat la vârsta de 9 ani la Conservatorul din Paris. În anii '40 a fost nevoită să-și reducă activitatea artistică din cauza unei boli și nu și-a reluat aparițiile pe scenă înainte de anii '60. Debutul ei la New York a avut loc în 1971. De-a lungul vieții a întâlnit mari personalități ale literaturii și muzicii. A fost prietenă cu Clara Haskil și i-a cunoscut pe Édith Piaf, André Gide, Jean Cocteau, Yehudi Menuhin și mulți alții. Darius Milhaud a scris pentru ea mai multe piese în al său opus numărul 8.

## Discografie
- Youra Guller play Chopin , CD-audio, 2007, ASIN B000NY16M4
- The Art of Youra Guller, 1895-1980, Albeniz, Johann Sebastian Bach, Claude-Beninge Balbastre, Chopin, Francois Couperin,  CD-audio, 2005, Label: Nimbus, ASIN B0000037BU
- Beethoven pianos sonates op. 11 et op. 110, CD-Audio, 1973 (Erato), 1987 Nimbus
- Inédits de Youra Guller II: Schumann, Beethoven, Albeniz (Robert Schumann: Etudes Symphoniques, op. 13, Enreg. du 06.IV.1962. Ludwig van Beethoven: Concerto pour piano n° 4, op. 58, Orchestre de la Suisse Romande, Dir. Ernest Ansermet, Enreg. du 15.I.1958. Isaac Albeniz: Triana (Iberia), Enregistrement du 07.IV.1961. Archives inédites de la Radio Suisse Romande,  Harmonia Mundi/Thara 650, 2008